# Propuesta de la ONU de una tregua de Pascua de 2022
La propuesta de la ONU de una tregua de Pascua (en ruso: Пасхальное перемирие; en ucraniano: Великоднє перемир'я) fue un alto el fuego propuesto entre las fuerzas armadas de Rusia y Ucrania durante la invasión de esta última en 2022. Iba a tener lugar durante la Pascua de Resurrección, del 21 al 25 de abril de 2022, sin embargo, este plan nunca se materializó porque el Gobierno de Rusia lo rechazó, a pesar de que el gobierno de Ucrania estuvo de acuerdo. Dicha propuesta también fue apoyada por la Unión Europea.

## Descripción

### Propuesta
El 19 de abril, durante una rueda de prensa en la Sede de la Organización de las Naciones Unidas en Nueva York, el secretario general de la ONU, Antonio Guterres, propuso una tregua temporal entre las tropas rusas y ucranianas durante la Semana Santa cristiana para "abrir una serie de corredores humanitarios y crear las condiciones necesarias para la salida segura de todos los civiles que deseen abandonar las zonas de enfrentamiento" y "la entrega de ayuda vital a los asentamientos que más sufrieron [por la guerra]".

### Posición de las partes
El 20 de abril, al día siguiente del llamado a la tregua, se supo que la parte ucraniana accedió a la propuesta de Guterres. A pesar de esto, el plan no se realizó debido al hecho de que la parte rusa, a su vez, rechazó la tregua "para no dar un respiro a los nacionalistas de Kiev". El representante permanente adjunto de Rusia ante la ONU, Dmitry Polyansky, justificó la decisión de abandonar la tregua para Semana Santa diciendo que "esta propuesta no es sincera y dará a los soldados ucranianos más tiempo para reagruparse y recibir armas", y el vicepresidente del Consejo de Seguridad de la Federación de Rusia Dmitri Medvédev dijo que "este plan contradice la posición de la comunidad internacional [sobre la guerra en Ucrania]".